# Inland Empire (film)
Pour les articles homonymes, voir Inland Empire.
Pour plus de détails, voir Fiche technique et Distribution.
Inland Empire, parfois écrit INLAND EMPIRE, est un film américano-franco-polonais écrit et réalisé par David Lynch et sorti en 2006.
Il est présenté hors compétition à la Mostra de Venise 2006 puis dans de nombreux festivals. Ce film expérimental est le dernier long-métrage du réalisateur, décédé en janvier 2025.

## Synopsis
Le film s'ouvre sur une chambre d'hôtel dans laquelle une jeune femme — une prostituée — pleure tout en regardant la télévision : sur l'écran, apparaît une scène d'intérieur où des lapins anthropomorphiques débitent des répliques sibyllines tandis qu'en off, on entend un public rire.
Dans la séquence suivante, qui est la plus longue (qui dure près d'un tiers du film) et qui semble la plus cohérente, Nikki Grace (Laura Dern), actrice et épouse d'un homme fortuné, attend avec impatience de savoir si elle a été sélectionnée pour un rôle dans une nouvelle production hollywoodienne. Une voisine énigmatique (Grace Zabriskie) lui rend visite et lui prédit qu'elle sera acceptée. Le lendemain, elle reçoit un appel qui lui annonce qu'effectivement elle est retenue pour le rôle.
Sur le plateau d'un studio hollywoodien, la comédienne fait la connaissance de son partenaire, Devon Berk, du réalisateur, Kingsley Stewart, et de Freddie, et les répétitions commencent. Elle incarne Suzan Blue dans une romance intitulée On High in Blue Tomorrows (« Là-haut dans les lendemains bleus »). Au cours de la préparation, Nikki et Devon lisent une scène mais sont interrompus par un mystérieux visiteur sur le plateau : Devon cherche à l'identifier mais n'y parvient pas. Au moment de reprendre la lecture de la scène, le réalisateur révèle aux deux acteurs que le film a déjà fait l'objet d'un tournage qui ne s'est pas achevé pour des raisons mystérieuses. Il s'agissait d'un film allemand intitulé 47, adapté d'un vieux conte polonais ; les acteurs qui interprétaient les deux rôles principaux auraient été assassinés en plein tournage.
Néanmoins, le tournage commence. Un soir, Piotrek, le mari de Nikki met en garde Devon Berk, et lui demande de garder ses distances avec sa femme. Peu après, Nikki et Devon ont tout de même une relation. Nikki commence à avoir des hallucinations… et à se prendre pour Susan, le personnage qu'elle interprète.
Un jour où Nikki revient de faire des courses et se dirige vers sa voiture garée dans une allée, elle remarque une porte sur laquelle est inscrit à la craie « Axxon N. » suivi d'une flèche. Nikki ouvre la porte et se retrouve sur le plateau du film dirigé par Kingsley Stewart, mais le jour de la première répétition : c'est elle qui a dérangé la séance ! Prise de panique, elle s'enfuit et se retrouve dans une simple maison loin des studios et dans laquelle elle voit son propre mari se mettre au lit. Puis, dans une autre pièce, elle fait face à un groupe de prostituées qui l'invectivent.
À partir de là, le film propose de nombreuses séquences qui ne semblent pas forcément reliées entre elles, qui n'ont pas une cohérence narrative très forte et qui restent donc ouvertes à l'interprétation : certaines se passent en Pologne en hiver, et mettent en scène Smithy (qui est aussi, par ailleurs, le mari de Nikki), d'autres aux États-Unis, peut-être des scènes de tournage, la plupart avec des personnages réels, d'autres avec les personnages de lapins anthropomorphes (de la série Rabbits).
Dans la dernière partie du film, au moment de la scène des SDF sur Hollywood Boulevard, survient la fin du tournage : en effet, le réalisateur l'annonce puis félicite Nikki qui s'éloigne du plateau, encore sous le choc. Elle arrive dans une salle de cinéma, et voit sur l'écran défiler des scènes de On High in Blue Tomorrows mais aussi des scènes de sa vie contingente, puis aperçoit un homme qu'elle suit à travers un escalier. Elle est soudain confrontée au Fantôme et lui tire dessus avec un pistolet. Nikki se réfugie ensuite dans la chambre 47 : à l'intérieur, on retrouve la jeune fille perdue de la scène d'ouverture et la télévision diffusant les Rabbits. La fille perdue s'échappe de la chambre et rejoint Smithy.
Nikki est enfin de retour dans son immense appartement vu au début du film, qui se termine avec un ballet des prostituées qui dansent au son d'une version live de Sinnerman de Nina Simone, tandis que défile le générique de fin.

## Fiche technique
- Titre original : Inland Empire[2]
- Titre original et accroche : Inland Empire « A Woman in Trouble »
- Réalisation et scénario : David Lynch
- Musique : David Lynch et Krzysztof Penderecki
- Direction artistique, décors : Christina Ann Wilson, Wojciech Wolniak, Melanie Rein
- Costumes : Karen Baird, Heidi Bivens
- Photographie : Michael Roberts
- Montage : David Lynch
- Mixage images : David Lynch, Dean Hurley, Ronald Eng
- Effets spéciaux : Gary D’Amico, Ken Rudell, Sephen Lawes
- Son : David Lynch, Ronald Eng, Dean Hurley
- Production : David Lynch, Mary Sweeney
  - Coproduction : Jeremy Alter, Laura Dern
  - Production exécutive : Marek Zydowicz
  - Production associée : Erik Crary, Jay Aaseng, Sabrina S. Sutherland
- Sociétés de production : Studiocanal (France), Camerimage (Pologne), Tumult Foundation (Pologne), Asymmetrical Productions (États-Unis)
- Sociétés de distribution : Studiocanal (France), Absurda (USA)
- Pays de production :  États-Unis,  France,  Pologne
- Langues originales : anglais, polonais
- Format : noir et blanc, couleur — 1,85:1 - Digital Video — son Dolby DTS
- Genre : drame, thriller psychologique, expérimental
- Durée : 180 minutes
- Dates de sortie : 
  - Italie : 6 septembre 2006 (projection hors compétition à la Mostra de Venise)
  - États-Unis : 29 septembre 2006 (festival de New York) ; 6 décembre 2006 (sortie limitée)
  - France et Belgique : 7 février 2007
- Public : tous publics

## Distribution
- Laura Dern (VF : Christine Paillard) : Nikki Grace / Susan Blue
- Justin Theroux (VF : Laurent Natrella) : Devon Berk / Billy Side
- Jeremy Irons (VF : Christian Gonon) : Kingsley Stewart
- Harry Dean Stanton : Freddie Howard
- Julia Ormond : Doris Side
- Peter J. Lucas (en) : Piotrek Krol, le mari de Nikki / Smithy
- Krzysztof Majchrzak : le Fantôme
- Karolina Gruszka : la jeune fille perdue
- Ian Abercrombie (VF : Gilbert Beugniot) : Henry, le majordome
- Grace Zabriskie : la visiteuse n°1
- Mary Steenburgen : la visiteuse n°2
- Diane Ladd : Marilyn Levens
- William H. Macy : le speaker
- Jason Weinberg : le manager de Nikki Grace
- Cameron Daddo : le manager de Devon Berk
- Jerry Stahl : l’agent de Devon Berk
- Sara Glaser : Ellen Thomas, la script
- Neil Dickson : le producteur
- Emily Stofle : Lanni
- Kristen Kerr : Lori
- Jordan Ladd : Terri
- Terryn Westbrook : Chelsi
- Jamie Eifert : Sandi
- Michelle Renea : Kari
- Kat Turner : Dori
- Mikhaila Aaseng : Tammi
- Wendy Rhodes : Salli
- Erik Crary : Mr. K
- Stanley Kamel : Koz Kakawski
- Marek Zydowicz : Gordy
- Karen Baird : la domestique
- Bellina Logan	: Linda, amie de Nikki
- Amanda Foreman : Tracy, amie de Nikki
- Carolina Cerisola : la fille du Club Backstage
- Leah Morelli : Carolina
- Leon Niemczyk : Marek
- Józef Zbiróg : Darek
- Marian Stanislawski : Franciszek
- Charlene Harding : Roxi
- Suzete Belouin : Mandi
- Jan Hencz : Janek
- Scott Coffey : Jack Rabbit[3],[4] (voix)
- Laura Harring : Jane Rabbit (voix) et elle-même (générique de fin)[3]
- Naomi Watts : Suzie Rabbit[3] (voix)
- Nastassja Kinski : la dame
- Nae Yuuki : sans-abri sur Hollywood Boulevard[5]
- Terry Crews : sans-abri sur Hollywood Boulevard[5]
- Helena Chase : sans-abri sur Hollywood Boulevard[5]
- Ben Harper : le pianiste du générique de fin (non crédité)[6]

Sources et légendes :  Sauf indication contraire, les informations mentionnées dans cette section peuvent être confirmées par la base de données cinématographiques IMDb,  présente dans la section « Liens externes ».
Version française (V. F.) sur le site d’AlterEgo (la société de doublage)

## Production
Le tournage s'est déroulé entre 2002 et 2006, dans la région d'Inland Empire en Californie, mais aussi en Pologne, à Łódź et ses environs.
David Lynch a voulu explorer les possibilités offertes par la Digital Video (DV) pour ce film, au détriment des formats de tournage classiques.

## Personnages et typologie
Dans Inland Empire, David Lynch utilise un de ses personnages fétiches : le personnage mystérieux et inquiétant qui, dans un dialogue obscur et menaçant avec le « héros » — ici l'héroïne — anticipe sur l'histoire à venir, tout en installant le malaise dans le fil narratif. Ici, le personnage intervient au début du film : c'est la voisine en visite de courtoisie (Grace Zabriskie, la mère de Laura Palmer dans Twin Peaks) qui occupe ce rôle. Celui-ci avait été précédemment occupé par Robert Blake, le Mystery man de Lost Highway, ou encore par Monty Montgomery (en), le cowboy menaçant de Mulholland Drive.

## Commentaires

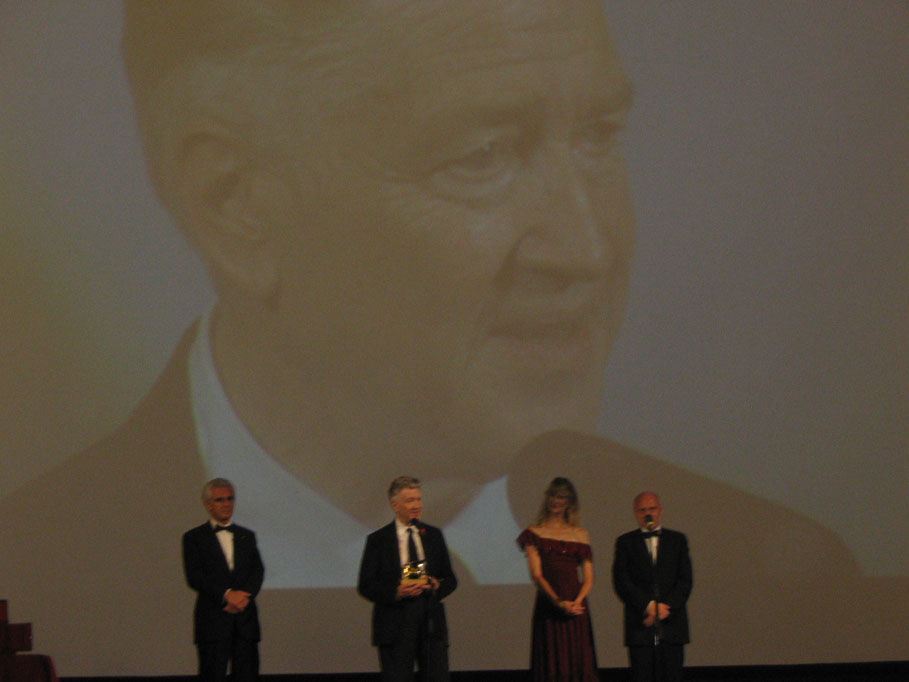
David Lynch et Laura Dern lors de la Mostra de Venise 2006.

Inland Empire est un exemple particulièrement complexe de construction par mise en abyme (film contenant un film).
Aux journalistes de Variety qui lui demandent ce qu'est Inland Empire, David Lynch répond :

« C'est à propos d'une femme en détresse, c'est un mystère et c'est tout ce que j'ai à dire sur ça,. »

Selon Richard Peña, un des officiels du festival du film de New York et l'un des tout premiers à avoir visionné Inland Empire, le film est un « assemblage sans intrigue de fragments explorant les thèmes sur lesquels Lynch a travaillé pendant des années », parmi lesquels « l'histoire d'une jeune actrice d'Hollywood qui obtient un rôle dans un film semble-t-il maudit, l'histoire de la traite des femmes venues d'Europe de l'Est, des extraits d'une histoire autour d'une famille à tête de lapin assise dans un salon, ».
Le film comprend des extraits directement tirés de Rabbits, une série de films, à l'origine disponibles sur le site de David Lynch. Naomi Watts apparaît en caméo, jouant le rôle d'un des personnages à tête de lapin.
On suppose enfin que le film inclut plusieurs scènes d'hallucination.

## Distinctions
- Mostra de Venise 2006 : Future Film Festival Digital Award (indépendamment de ce film, David Lynch reçoit cette année-là un Lion d'or d'honneur)
- Chlotrudis Awards 2007 : 5 nominations

### Article
- Sur le film et, notamment, sur sa BO